# ボーイング・エバレット工場

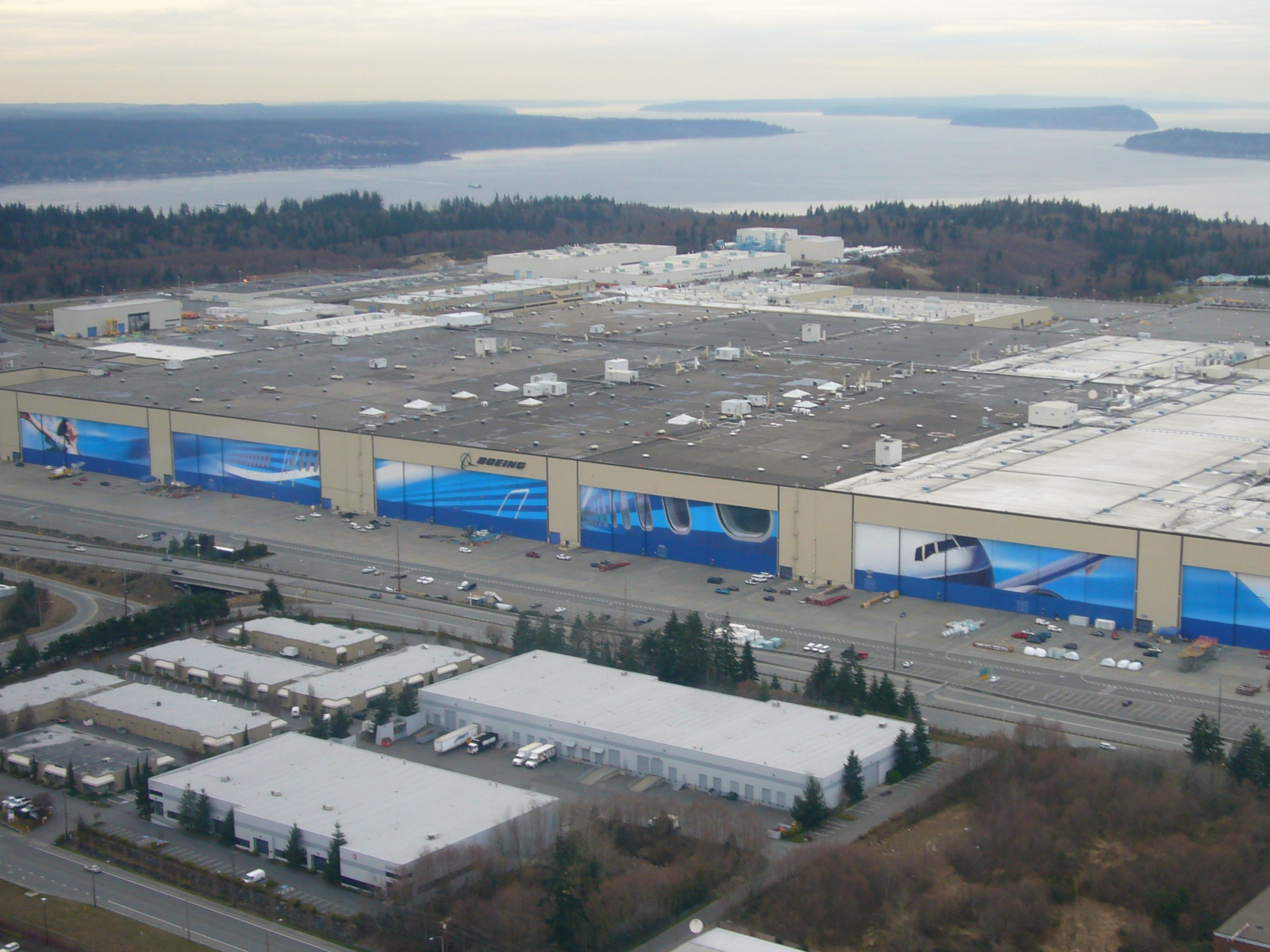
工場全体

ボーイング・エバレット工場 (Everett Factory) は、アメリカ合衆国ワシントン州エバレットにあるボーイング社の主力飛行機組立工場である。
ペイン・フィールド空港に隣接しており、主に747型、767型、777型、787型の各シリーズを製作していたが、787型については製造をボーイング・サウスカロライナ工場に集約することが決定し、2021年2月をもって同工場での787型機の製造を終了した。747型機についても2022年に製造を終了した。

## 工場
1969年の747建造の際に、これまで707~737を生産しているレントン工場では組立ラインの増築や工場内の面積に限界があるとの判断で新たに建設された。当初は747専用の工場として君臨し、1982年の767ロールアウトまでは747シリーズ1機種で独占していた。1990年代に入り、今度は777シリーズを建造するための改良工事をおこなった。
工場北部のビルディングには「40-○○ビルディング」という名前が当てられており40-21〜40-26が最終組み立てラインである。40-21,40-22ビルディングは2011年現在空きラインとなっている。
工場は世界最大の容積を持つ建築物であり、床面積39万8千m²（東京ドームおよそ8.5個分）、容積は1330万m³である。

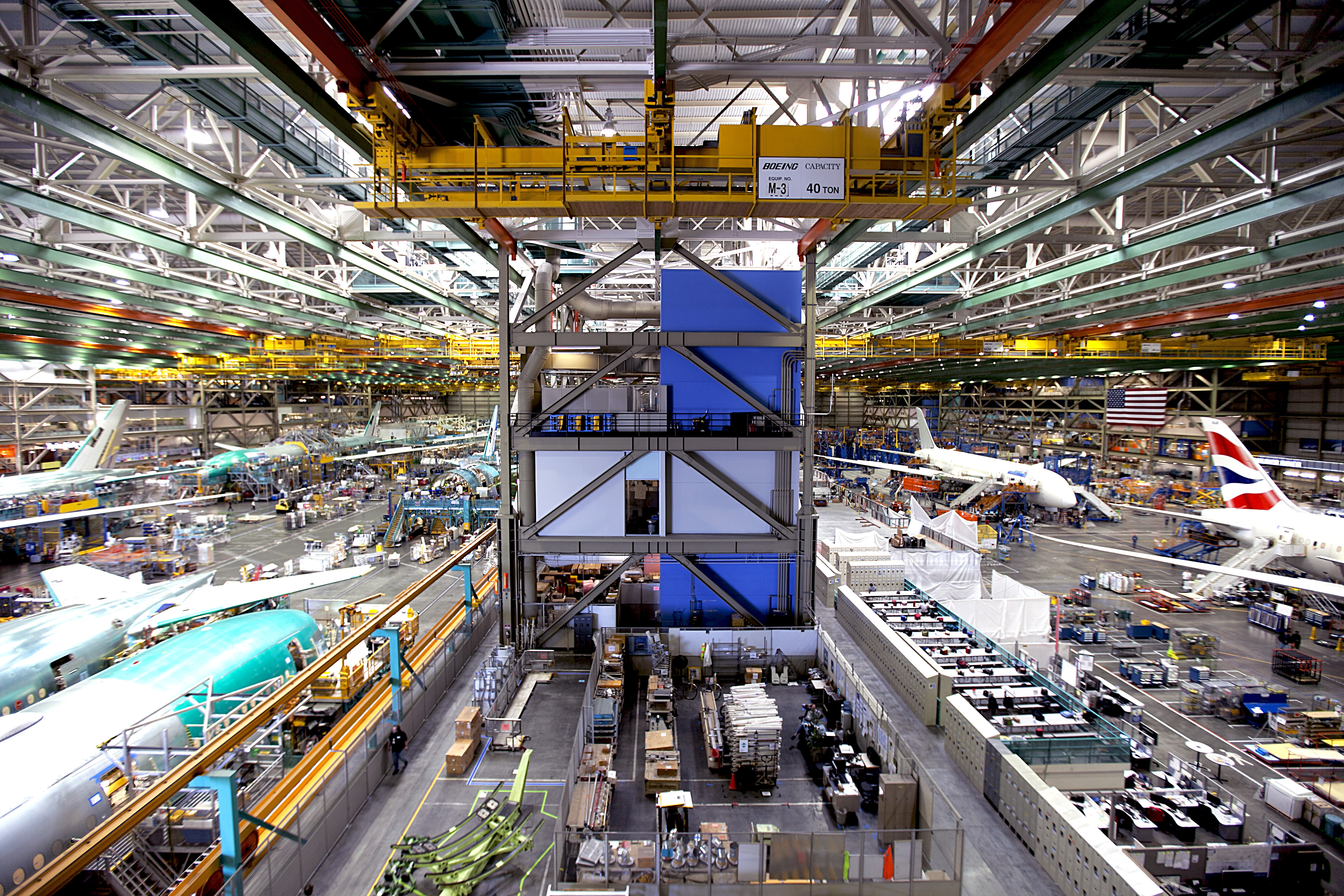
工場内部
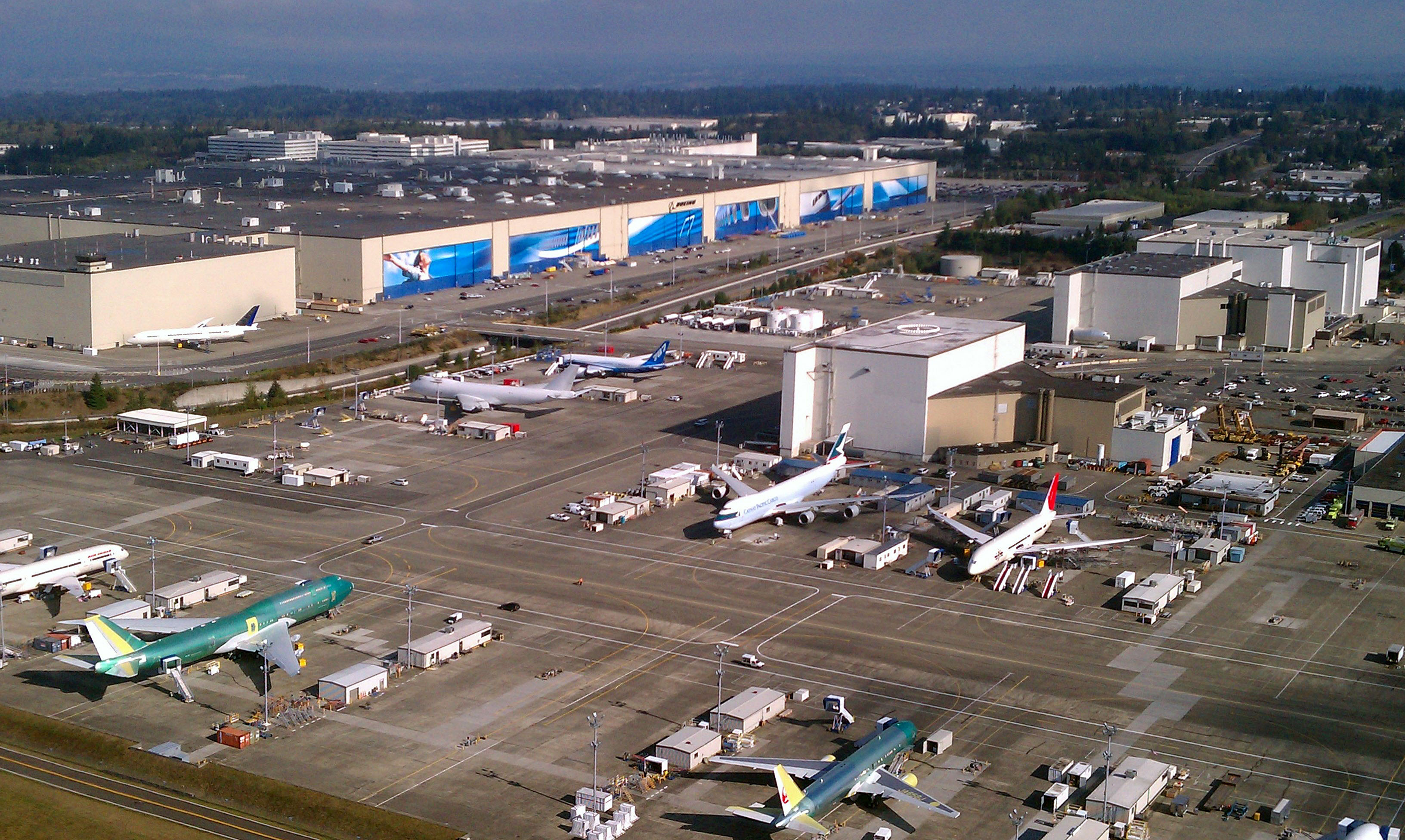
組立工場周辺

## 製造機体

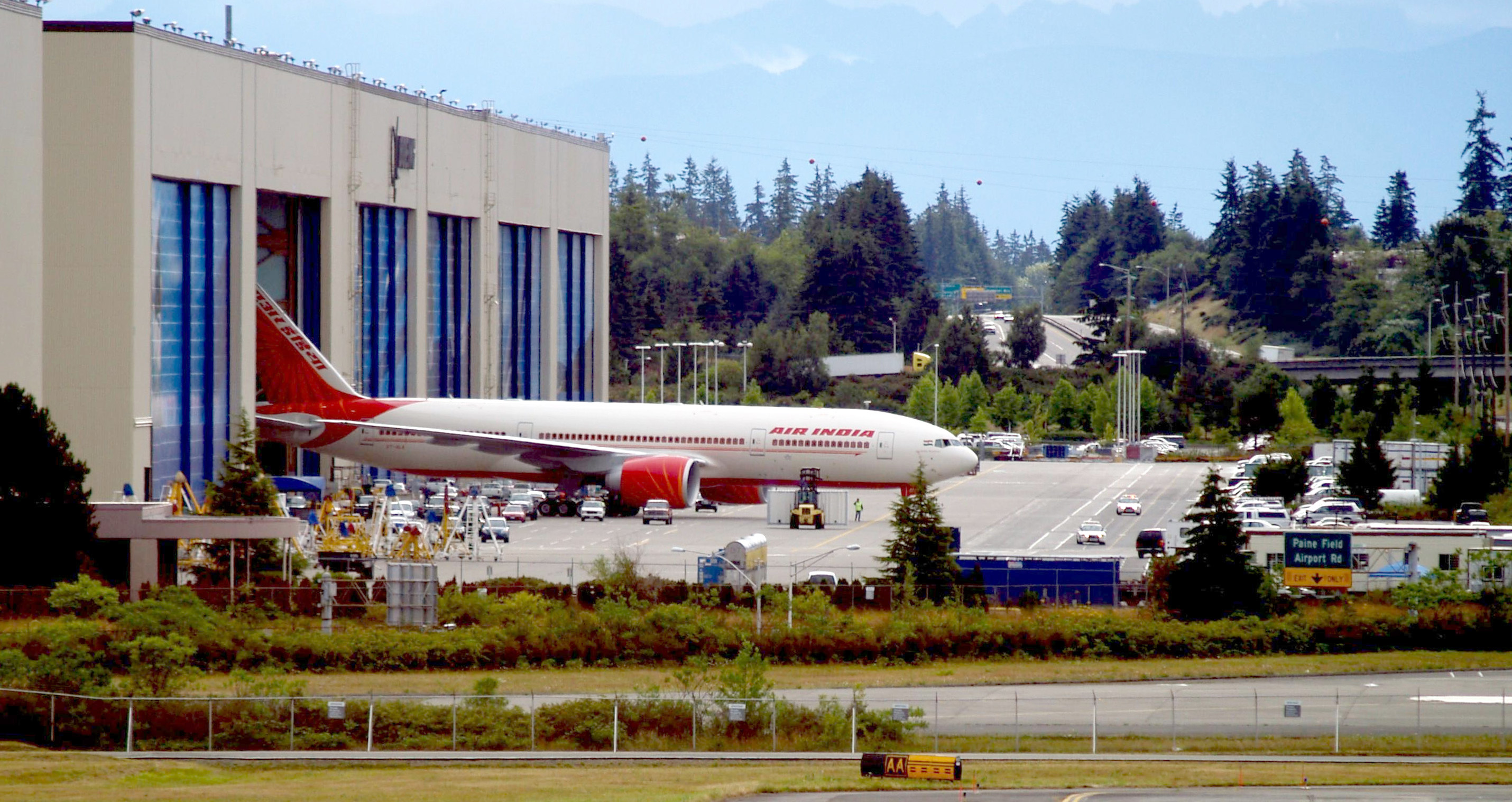
最終組立を終え、工場から出てきたボーイング777-200LR
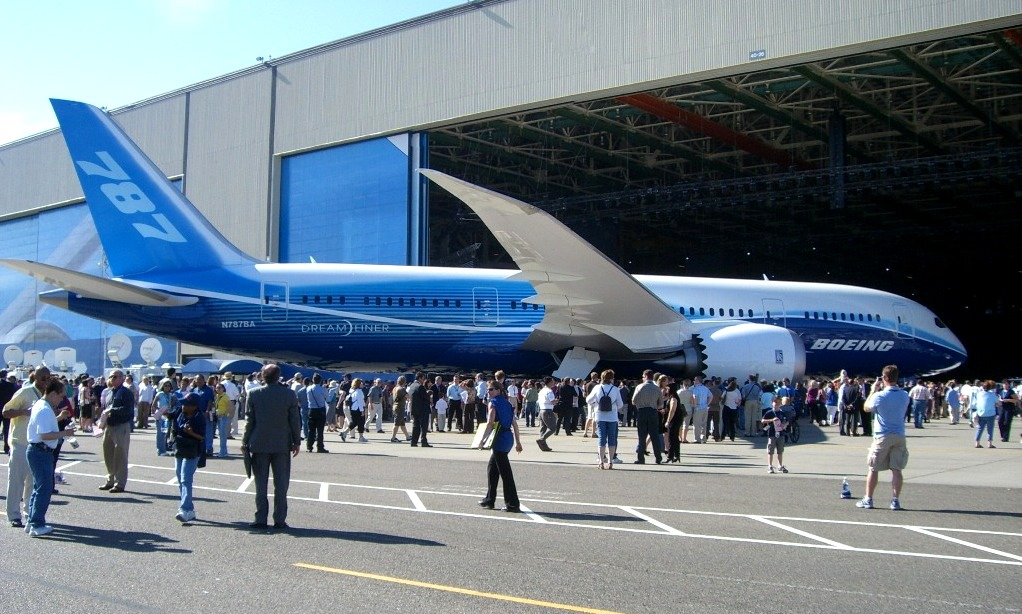
ボーイング787の展示

747シリーズ
40-23ビルディング
767シリーズ
40-24ビルディング
777シリーズ
40-25ビルディング
787シリーズ
40-26ビルディング

## 滑走路

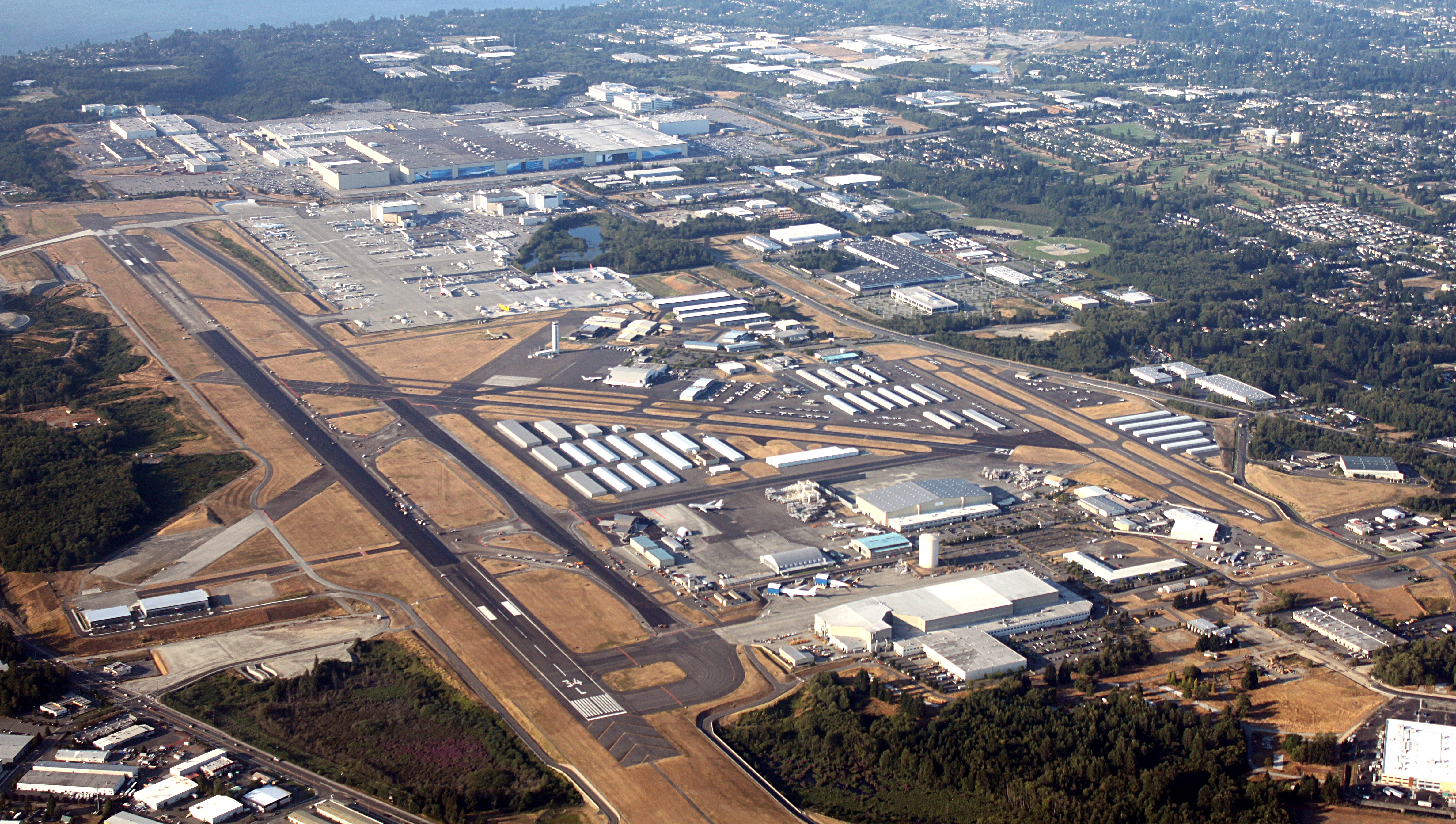
ペインフィールド空港

組立工場の南側には、道路を挟んでペインフィールド空港がある。滑走路が三本配置されている。